# Якобсонова вароа
Якобсоновите варои (Varroa jacobsoni) са вид паякообразни от семейство Varroidae.
Таксонът е описан за пръв път от Антони Корнелис Аудеманс през 1904 година.